# ألان سورينسن
ألان سورينسن هو طبال دنماركي، ولد في 24 أبريل 1973 في كوبنهاغن في الدنمارك.

## وصلات خارجية
- ألان سورينسن على موقع ميوزك برينز (الإنجليزية)
- ألان سورينسن على موقع ديسكوغز (الإنجليزية)